# Magnus Nilsson (skådespelare)
Björn Magnus "Mankan" Nilsson, född 25 december 1947 i Östra Eneby i Norrköping, är en svensk författare, regissör och skådespelare. Han filmdebuterade 1967 och är sedan 1979 verksam vid Oktoberteatern i Södertälje.

## Biografi

### Bakgrund och teater
Nilsson utbildade sig till skådespelare vid Calle Flygare Teaterskola och därefter (1966–1969) Statens scenskola i Malmö. Hans filmdebut kom 1967 och 1968 i två Nyfiken-filmer, som vän till Lena Nymans rollfigur.
Efter scenskoleexamen följde tre års skådespelande på Norrbottensteatern i Luleå. Under större delen av 1970-talet var han sedan verksam vid Folkteatern i Göteborg. Under perioden i Göteborg var han också medlem (sångare, gitarrist och trumspelare) i musikgruppen Text & Musik.
Sedan 1979 är Nilsson verksam vid Oktoberteatern i Södertälje. Han har blivit känd som dramatiker med pjäser och filmmanus som Knäckebröd med hovmästarsås, Min store tjocke far och Pepparrotslandet.

### Elmer Diktonius
Nilsson har intresserat sig mycket för författaren Elmer Diktonius, som figurerar i ett par av hans pjäser, debutpjäsen Heter Diktonius och Guds djärvaste ängel. Den förstnämnda producerades 1990 som TV-film under titeln Solmomentet. Magnus Nilsson hade själv huvudrollen som Elmer Diktonius.

### Idrottsintresse
Nilsson har också engagerat sig i Södertälje SK (ishockey) och IFK Norrköping (fotboll). I den förstnämnda föreningen har han verkar som "kulturcoach".[källa behövs] Nilsson utsågs 2011 till hedersmedlem i IFK Norrköping. 2005 skrev han boken Nästa år tar vi guld, morsan (med foton av Brita Nordholm), beskriven som en kärleksförklaring till klubben.

### Övrigt
Nilsson var värd i Sommar i P1 den 26 juni 1989.

## Verklista

### Filmroller (urval)
- 1967 – Jag är nyfiken – en film i gult
- 1968 – Jag är nyfiken – en film i blått
- 1974 – Förr visste jag precis (TV-serie)
- 1974 – Klassträffen (TV-film)
- 1976 – Predikare-Lena (TV-film)
- 1976 – Hem till byn (TV-serie)
- 1976 – De lyckligt lottade (TV-serie)
- 1977 – Hammarstads BK (TV-serie)
- 1988 – Strul
- 1988 – Clark Kent (TV-serie)
- 1988 – Mimmi (TV-serie)
- 1990 – Jag skall bli Sveriges Rembrandt eller dö!
- 1990 – Solmomentet
- 1991 – Knäckebröd och hovmästarsås (TV-film)
- 1994 – Sixten
- 1997 – Emma åklagare (TV-serie) (avsn. Människosmugglarna)
- 1999–2000 – Eva och Adam (TV-serie) (berättaren)
- 2003 – Errol (TV-serie)
- 2003 – Vera med flera (TV-serie)
- 2007 – Den man älskar
- 2015 – Guldåret 2015 (berättare)

### Filmmanus (urval)
- 1990 - Guds djärvaste ängel
- 1991 - Knäckebröd och hovmästarsås
- 1992 - Min store tjocke far
- 2002 - Pepparrotslandet
- 2005 - Vi har suttit på Molières stol

## Teater, ej komplett
| År   | Produktion                                 | Regi              | Teater                 |
| ---- | ------------------------------------------ | ----------------- | ---------------------- |
| 1993 | För evigt din Magnus Nilsson               | Benny Fredriksson | Stockholms stadsteater |
| 1999 | Knäckebröd och hovmästarsås Magnus Nilsson | Agneta Ehrensvärd | Stockholms stadsteater |
| 2000 | Pepparrotslandet Magnus Nilsson            | Magnus Nilsson    | Stockholms stadsteater |
| 2001 | Guds djärvaste ängel Magnus Nilsson        | Johan Huldt       | Stockholms stadsteater |
| 2015 | Jag heter Mikael Alan Drury                | Magnus Nilsson    | Stockholms stadsteater |